# 7261 Yokootakeo
7261 Yokootakeo (1994 GZ) là một tiểu hành tinh vành đai chính được phát hiện ngày 14 tháng 4 năm 1994 bởi T. Kobayashi ở Oizumi.